# レジーナ・マリーア (駆逐艦)
NMS レジーナ・マリーア(ルーマニア語:Regina Mariaレジーナ・マリーヤ)は、ルーマニア海軍の駆逐艦(Distrugător)である。艦名は、ルーマニア王妃マリアに因む。

## 概要

### 建造
レジーナ・マリーアは、ルーマニア王国海軍向けのレジェーレ・フェルディナンド級駆逐艦の2番艦としてソーニクロフト社によって設計された。1928年、イタリア・ナポリのパティッソン・ヤードで起工、1929年3月2日に進水、1930年9月に就役した。
艦は、533 mm魚雷発射管6 門を第2煙突と後檣との間に装備していた。また、艦橋前に2 門と、艦中部に1 門、後部に2 門の合わせて5 門の120 mm砲を搭載していた。この他、若干の対空兵装を有していた。射撃管制装置としては、前後の艦橋に測距儀が備え付けられていた。

### 実戦
第二次世界大戦中は主に船団護衛に従事した。1941年6月26日、ソ連の嚮導駆逐艦モスクワ、ハリコフによりコンスタンツァ砲撃が行われた際、駆逐艦マラシュティ、アミラル・ムルヂェスクや沿岸砲部隊と共にソ連駆逐艦に対し砲撃を行った。この戦闘中にモスクワは爆沈した。
レジーナ・マリーアは1941年11月4日にソ連の潜水艦M-58を撃沈した。
1944年8月29日、コンスタンツァにあったレジーナ・マリーアは侵攻してきた赤軍によって捕獲された。9月14日にルーマニアが降伏するとレジーナ・マリーアは戦利艦として正式にソ連の所有物となり、赤色海軍黒海艦隊に編入された。同時に、艦名は「空飛ぶ」という意味のロシア語の形容詞からレトゥーチイ(Летучий)と改称された。

### 返還
レトゥーチイは1951年7月3日付けでソ連海軍を除籍され、ルーマニアに返還された。かつての王政は倒されていたにも拘らず、艦名は元のレジーナ・マリーアに戻された。1950年代末に退役、1960年に除籍された。